# Toleranzkirche (Horní Dubenky)

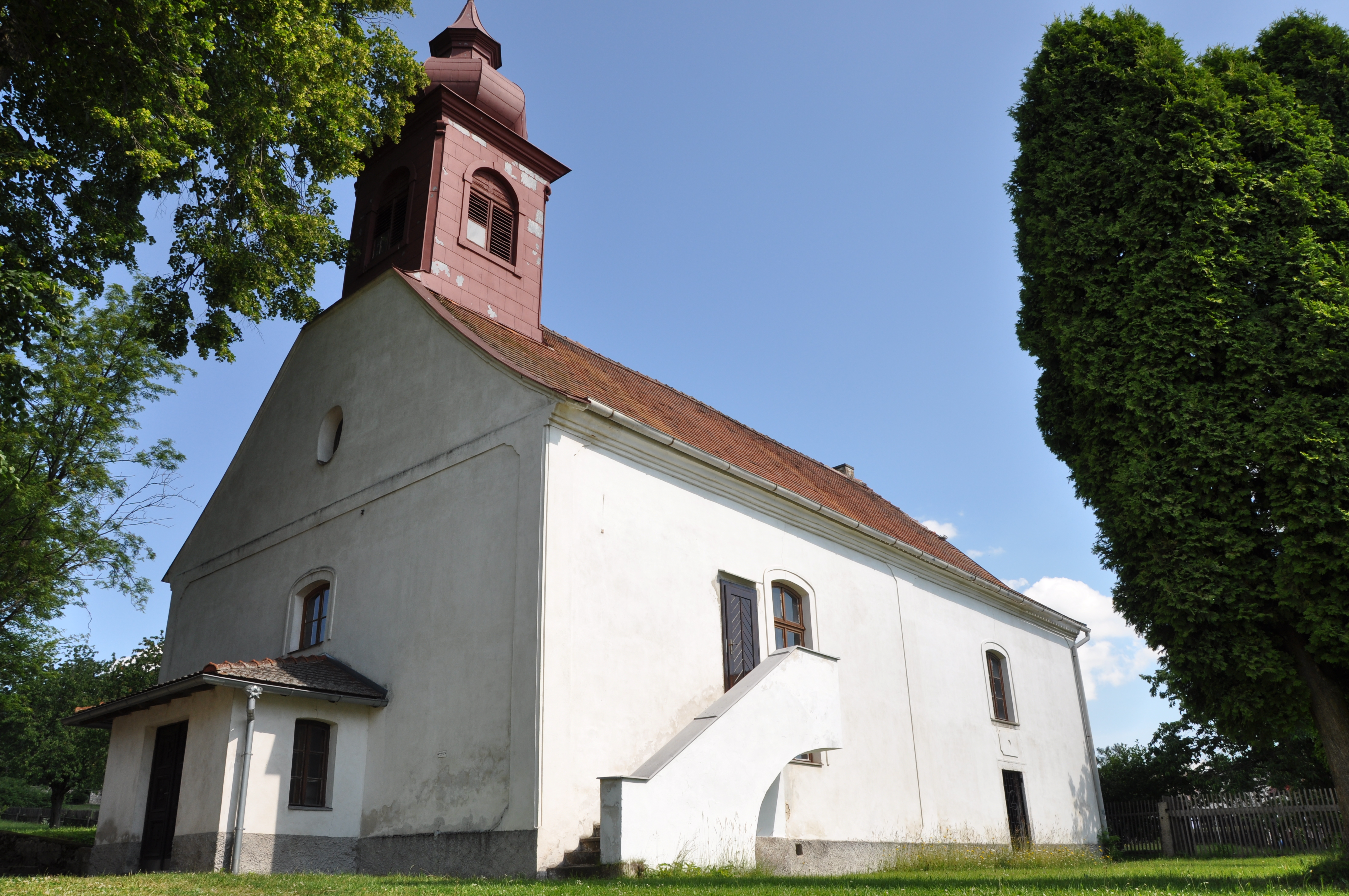
Evangelische Kirche Ober Dubenky

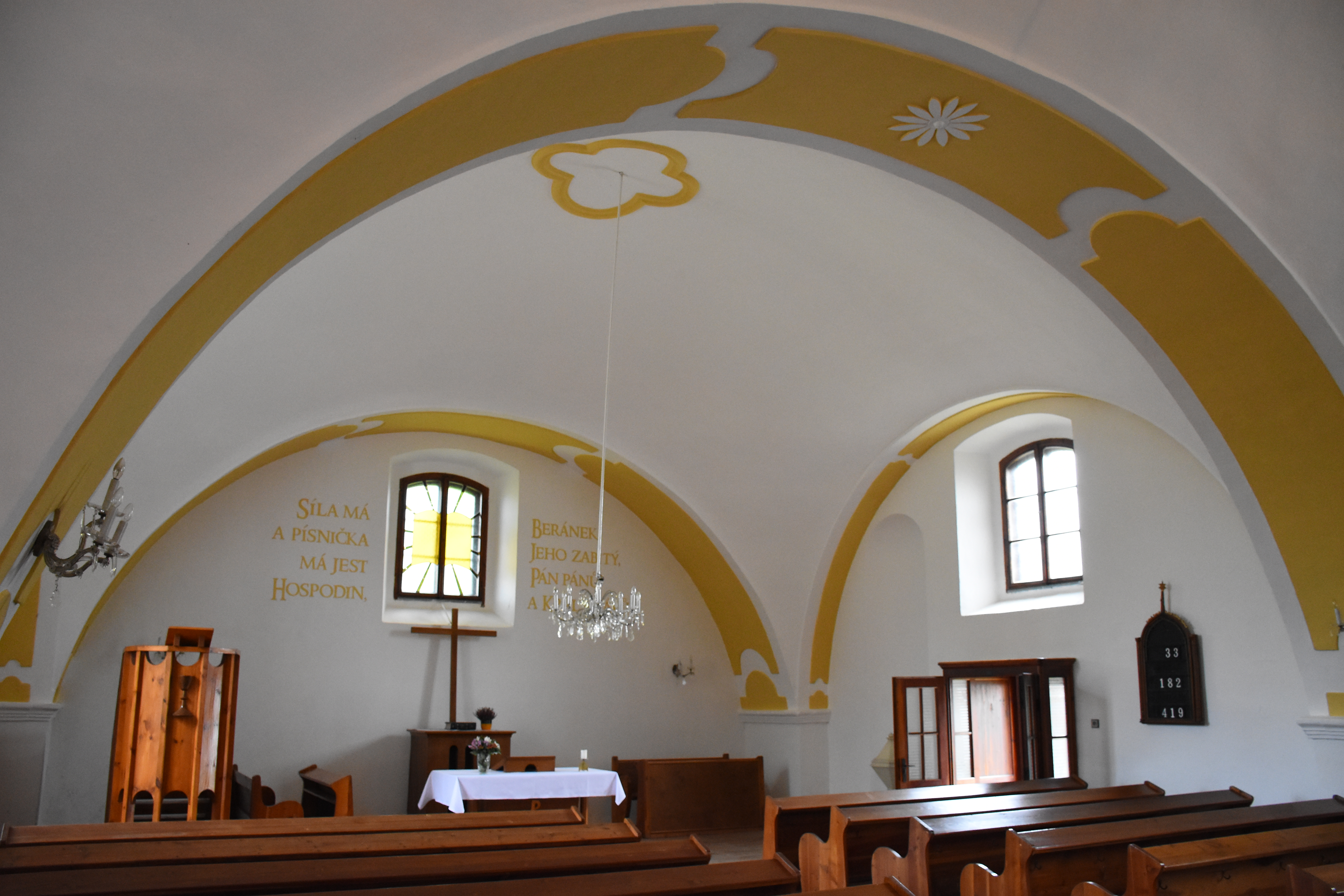
Innenraum

Die Toleranzkirche ist die Evangelische Kirche von Horní Dubenky (deutsch: Ober Dubenky), einem Dorf im Okres Jihlava in Tschechien.

## Geschichte
Nach Erlass des Toleranzpatents von 1781 wurde der Bau einer protestantischen Kirche in Ober Dubenky zunächst abgelehnt, da gleichzeitig im benachbarten Groß Lhota eine evangelische Kirchengemeinde eingerichtet wurde, doch erlaubte Joseph II. am 6. November 1783 auf Intervention der Gemeinde auch hier die Gründung einer eigenen Pfarrei. Am 27. April 1786 konnte der Grundstein zum Bau der heutigen Kirche, einer gewölbten Saalkirche, gelegt werden, die Einweihung fand am 22. Oktober desselben Jahres statt. 1840 erhielt die Kirche ihre erste Orgel, zu deren Empore eine Außentreppe hinaufführt. 1856 wurde ein Giebeldachreiter für ein Glockengeläut aufgesetzt, das am 27. September 1857 geweiht wurde. Die heutige Orgel stammt aus dem Jahr 1885 und wurde vom Orgelbauer Alois Kudrna aus Pardubitz gebaut.
Nach dem Zweiten Weltkrieg kam die Kirche an die Evangelische Kirche der Böhmischen Brüder. 1952–1954 fand eine Renovierung und Neuausstattung der Kirche statt, desgleichen 2013–2016 eine grundlegende Sanierung.